# Lennart Wetterling
Lennart Gustaf Emil Wetterling, född den 9 november 1910 i Gränna, död den 4 april 2001 i Växjö, var en svensk jurist.
Wetterling avlade studentexamen i Jönköping 1929 och juris kandidatexamen vid Uppsala universitet 1934. Han genomförde tingstjänstgöring 1934–1937. Wetterling blev fiskal i Göta hovrätt 1937, tingssekreterare i Hallands mellersta domsaga 1940, adjungerad ledamot i Göta hovrätt 1944, assessor där 1951 (extra ordinarie 1946), tillförordnad revisionssekreterare 1948–1952, hovrättsråd i Göta hovrätt 1952 och vice ordförande på avdelning där 1961. Han var häradshövding i Östra Värends domsaga 1963–1970 och lagman i Växjö tingsrätt 1971–1977. Wetterling blev riddare av Nordstjärneorden 1957 och kommendör av samma orden 1968. Han vilar på Gränna kyrkogård.